# جون موراماتسو
جون موراماتسو (انگلیسی: Jun Muramatsu؛ زادهٔ ۱۰ آوریل ۱۹۸۲) بازیکن فوتبال اهل ژاپن است.
از باشگاه‌هایی که در آن بازی کرده‌است می‌توان به باشگاه فوتبال شیمیزو اس-پالس اشاره کرد.